# Luby u Chebu
Luby u Chebu – stacja kolejowa w miejscowości Luby, w kraju karlowarskim, w Czechach. Znajduje się na wysokości 540 m n.p.m.
Jest zarządzana przez Správę železnic. Na stacji nie ma możliwości zakupu biletów, a obsługa podróżnych odbywa się w pociągu.

## Linie kolejowe
- 146 Cheb - Luby u Chebu